# Бої у Грозному 4 грудня 2014
Бої у Грозному — військові дії у столиці Чечні між російськими урядовими військами та озброєними прихильниками Кавказького емірату 4 грудня 2014 року.

## Хід подій
Стрілянина розпочалась близько першої години ночі, коли поліцейський патруль зупинив автомобіль з озброєними та переодягненими у поліцейську форму бойовиками, які вбили 3 поліцейських та втекли до Дому Друку. За повідомлення місцевого МВС, нападників було п'ятеро-шестеро. Бойовики закріпились у розташованому неподалік Будинку друку.
Близько четвертої години ночі в центрі Грозного Національний антитерористичний комітет Російської Федерації оголосив у центрі Грозного контртерористичну операцію. В місто були стягнуті підрозділи ФСБ, МВС та МНС. В місто були введені бронетранспортери. По Будинку друку, де закріпились ісламісти федеральні сили почали вести вогонь з тяжких кулеметів, гранатометів та БТРів. В результаті обстрілу розпочалася пожежа. Будівля вигоріла вщент. Рамзан Кадиров оголосив про перехід контртерористичної операції в завершальну фазу, виклавши у мережу обміну фотографіями Instagram фото мертвого терориста.
|                  | Собаки по-собачому подихають! Операція по знищенню бандитів вступає у завершальну фазу. 7 терористів вже знищені в Будинку друку! Жодному бандиту не вдасться втекти!Оригінальний текст (рос.) Собаки по-собачьи подыхают! Операция по уничтожению бандитов вступает в завершающую фазу. 7 террористов уже уничтожены в Доме печати! Ни одному бандиту не удастся уйти! |
| — Рамзан Кадиров | |

Невелика група озброєних повстанців зуміла вибратись з оточеної будівлі та переміститись у розташовану поруч школу № 20. Крім того, йшли повідомлення про бої в районі прилеглого до центру ринку «Беркат». Школу обстріляла російська артилерія, ринок також. Будівлі частково зруйновані.
По іншим даним, загинуло понад 70 силовиків. Спливали дані про знищення російської колони понад 60 осіб та стосовно полонених, які могли загинути.
Надалі протягом 4 грудня режим контртерористичної операції, за повідомлення Кадирова, був скасований.
За фактом нападу на співробітників поліції Слідчим комітетом РФ було порушена кримінальна справа.

## Реакція
Голова парламенту Чечні Духуваха Абдурухманов звинуватив в організації та підтримці теракту спецслужби США та Північноатлантичного альянсу. За його заявою, метою нападу була політична та економічна дестабілізація Росії.
|  | У них нічого не вийшло і не вийде! Мріям Обами, Меркель і їх спільників ніколи не збутися, доки на захисті інтересів Росії стоять наш національний лідер, президент Володимир Путін і його найближчий соратник глава Чечні, Герой Росії Рамзан Кадиров!Оригінальний текст (рос.) У них ничего не вышло и не выйдет! Мечтам Обамы, Меркель и их сообщников никогда не сбыться, пока на защите интересов России стоят наш национальный лидер, президент Владимир Путин и его ближайший соратник глава Чечни, Герой России Рамзан Кадыров! |

Ісламська терористична організація Імарат Кавказ взяла на себе відповідальність за операцію, заявивши, що діють за наказом Аслана Бютукаєва (аміра Хамзата). Ця акція, за їх зверненням, була актом помсти за утиски ісламських жінок.
Українські політичні аналітики наголошують на прямому зв'язку теракту та війни на сході України — Президент Путін занадто відволік свою увагу на зовнішню політику та агресію проти України, не зважаючи на проблему кавказького сепаратизму.
Олександр Книш, професор Мічиганського університету, вважає причиною нападу необхідність нагадати про існування Кавказького емірату, діяльність якого перед терактом стала менш помітною та перейшла, звернути увагу на свою діяльність, отримати матеріальну та моральну підтримку з-за кордону.
Генеральний секретар ООН Пан Ґі Мун засудив теракт, висловив підтримку сім'ям загиблих та заявив про недопустимість терактів, не зважаючи на місце та причини.

## Вплив на україно-російський конфлікт
Міністр оборони України Степан Полторак 4 грудня сказав у Національному університеті оборони, що «важко спрогнозувати, як дестабілізація ситуації у Грозному вплине на розклад сил в зоні АТО».
Слідчий комітет Росії порушив кримінальну справу стосовно депутатів Верховної Ради України Юрія Берези, Андрія Левуса (Народний фронт) та Ігоря Мосійчука (Радикальна партія). Як стверджує СК, ці депутати виступили із заявами, виправдовуючи злочини, вчинені 4 грудня 2014 року в місті Грозному, і за допомогою засобів масової інформації закликали до скоєння аналогічних злочинів на території Російської Федерації.
У зв'язку з погрозами викрадення народних депутатів України (Берези, Левуса, Мосійчука) з боку посадових осіб Російської Федерації (Рамзан Кадиров та ін.), закликами до «захоплення Києва за два дні», народний депутат Семен Семенченко 6 грудня ініціював термінове засідання Комітету з питань національної безпеки і оборони Верховної Ради.
СБУ порушила кримінальну справу проти Рамзана Кадирова за фактом погроз на адресу народних депутатів України. «Загрози викрадення і вбивств є риторикою міжнародних терористів і повинні також отримати належну оцінку міжнародного співтовариства» — підкреслив голова СБУ Валентин Наливайченко.
Як виявилося, Андрій Левус спародіював заяви Москви щодо АТО на сході України, закликавши РФ вивести своїх «карателів» з «Народної республіки Ічкерія».